# Max Bruns
Max Bruns, né le 6 novembre 2002 à Almelo aux Pays-Bas, est un footballeur néerlandais qui joue au poste de défenseur central au FC Twente.

## Biographie

### En club

#### FC Twente
Né à Almelo aux Pays-Bas, Max Bruns est formé par le FC Twente qu'il rejoint en 2016, en provenance du MVV '29, club basé à Harbrinkhoek.
Il joue son premier match en équipe première lors d'une rencontre d'Eredivisie de la saison 2020-2021, le 6 février 2021 face au PSV Eindhoven. Il entre en jeu à la place de Julio Pleguezuelo lors de cette rencontre perdue par son équipe sur le score de trois buts à zéro.
En février 2021, Bruns signe un nouveau contrat avec le FC Twente, le liant avec le club jusqu'en juin 2023, avec une année en option,.

### En sélection
Max Bruns joue son premier match avec l'équipe des Pays-Bas espoirs le 21 mars 2024, lors d'un match amical contre la Norvège. Il est titularisé et voit son équipe s'incline sur le score de deux buts à un.